# Чад ле Клос
Чад ле Клос  (англ. Chad le Clos, 12 квітня 1992) — південноафриканський плавець, олімпійський чемпіон та медаліст, багаторазовий чемпіон світу, багаторазовий чемпіон Ігор Співдружності та Всеафриканських ігор, переможець загального заліку кубка світу 2011, 2013 та 2014 років.

## Виступи на Олімпіадах
| Олімпіада   | Дисципліна                        | Місце |
| ----------- | --------------------------------- | ----- |
| Лондон 2012 | естафета 4 × 200 вільним стилем   | 7     |
| Лондон 2012 | плавання на 100 метрів, батерфляй | =     |
| Лондон 2012 | плавання на 200 метрів, батерфляй | 1     |
| Лондон 2012 | 400 метрів, комплексне плавання   | 5     |
| Лондон 2012 | комплексна естафета 4 × 100       | 13    |
| Ріо 2016    | 200 м вільним стилем              | 2     |
| Ріо 2016    | 100 м батерфляєм                  | 2     |